# Ophiocoma echinata
Ophiocoma echinata is een slangster uit de familie Ophiocomidae. De wetenschappelijke naam van de soort werd in 1816 gepubliceerd door Jean-Baptiste de Lamarck. Het is de typesoort van het geslacht Ophiocoma en komt voor in de tropische westelijke Atlantische Oceaan, de Caraïbische Zee en de Golf van Mexico.

## Beschrijving
Ophiocoma echinata is een vrij grote slangster, met een maximale spanwijdte van 25 cm. De slanke, taps toelopende armen zijn dicht bekleed met korte stekels en zijn duidelijk afgebakend van de schijf. De kleur is donker met bleke of crèmekleurige aftekeningen, maar de armen hebben nooit rode aftekeningen.

## Verspreiding en leefgebied
De slangster Ophiocoma echinata is inheems in het tropische gewesten van de Atlantische Oceaan, de Caraïbische Zee en de Golf van Mexico. Het is gebruikelijk in het hele Caraïbisch gebied tot een diepte van ongeveer 30 meter. Het komt voor in zeegrasweiden, op riffen en rifvlaktes, verstopt onder rotsen, in scheuren en spleten, onder koraalkoppen, en in sponzen.

## Gedrag
Ophiocoma echinata gebruikt zijn armen om zich in het zand te graven en/of zich in spleten te verankeren. Het houdt enkele van zijn armen verticaal in de passerende waterstroom om voedseldeeltjes te filteren, ze met de stekels te vangen en ze langs voedingskanalen naar de mond te leiden. De maag bevindt zich volledig in de centrale schijf en is het orgaan van voedselopslag. Voortplanting vindt plaats gedurende een langdurig broedseizoen waarbij de gameten direct in zee worden afgeworpen zonder enige synchronisatie. 